# Royal Oak (Schiff, 1863)
Die HMS Royal Oak war eine gepanzerte Fregatte, die in den 1860er Jahren für die Royal Navy gebaut wurde. Sie wurde aus einem hölzernen Linienschiff, das sich noch im Bau befand, zu einem Panzerschiff umgebaut.

## Dienst

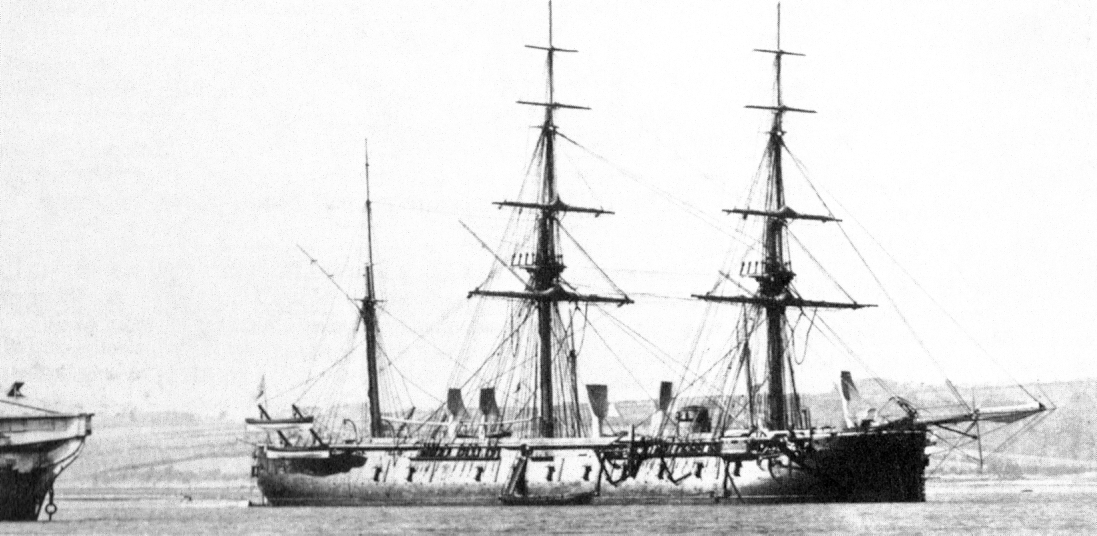
Royal Oak mit abgesenkten Schornsteinen

Die Royal Oak, benannt nach der englischen Eiche, in der sich König Karl II. nach seiner Niederlage in der Schlacht von Worcester 1651 versteckte, wurde am 1. Mai 1860 in der Chatham Dockyard als 90-Kanonen-Schiff der Bulwark-Klasse auf Kiel gelegt. Am 14. Mai 1861 wurde der Umbau zu einem Panzerschiff in Auftrag gegeben, und am 10. September 1862 lief sie vom Stapel. Das Schiff wurde im April 1863 zur Erprobung in Dienst gestellt und am 28. Mai fertiggestellt. Der Baupreis betrug 245.537 Pfund.
Die Royal Oak diente kurz bei der Kanalflotte, bevor sie zur Mittelmeerflotte versetzt wurde. Sie wurde 1867 für eine Überholung und Neubewaffnung abgemustert und kehrte dann für sechs Monate in die Kanalflotte zurück. Am 14. August 1868 wurde sie nachts bei schwerem Wetter versehentlich von der Warrior gerammt; durch den Aufprall wurden die Groß- und Besan-Püttinge sowie alle Boote auf der Steuerbordseite abgerissen. Drei Monate später kehrte das Schiff ins Mittelmeer zurück und war bei der Eröffnung des Suezkanals am 15. November 1869 dabei, wo es auf einer unbekannten Sandbank vor Port Said, Ägypten, auflief, ohne Schaden zu nehmen. Ende 1871 sollte die Royal Oak für eine umfassende Überholung in Portsmouth ausgemustert werden, wurde aber stattdessen aus Kostengründen erneut aufgelegt. Dort blieb das Schiff 14 Jahre lang, bis sich eine Reparatur nicht mehr auszahlte. Daher wurde es am 30. September 1885 zum Abwracken verkauft.

## Fahrten
Das Schiff verbrachte den größten Teil seiner Karriere bei der Mittelmeerflotte und diente nur kurz bei der Kanalflotte. Die Royal Oak kehrte 1871 für eine Überholung nach England zurück. Statt Überholung wurde sie aus Kostengründen die Reserve versetzt. Vierzehn Jahre später, immer noch in Reserve, wurde sie 1885 zum Verschrotten verkauft.

## Design und Konstruktion
Die Royal Oak war zwischen den Loten 83,2 m lang und hatte eine Breite von 17,8 m. Das Schiff hatte einen Tiefgang von 7,3 m vorn und 7,7 m achtern. Sie verdrängte 6.366 tn.l. (6.468 t) und war mit 4.056 Tonnen vermessen.
Die Royal Oak hatte einen niedrigen Schwerpunkt, was bedeutete, dass sie stark rollte und somit eine instabile Geschützplattform darstellte. Sie war jedoch sehr handlich und fuhr bei jedem Wetter gut sowohl unter Segel als auch unter Dampf. Ihre Besatzung bestand aus 585 Offizieren und Mannschaften.

### Antrieb
Die Royal Oak verfügte über eine einfache, von Maudslay gebaute horizontale 2-Zylinder-Dampfmaschine mit Rücklaufpleuel, die eine einzige Welle mit Dampf aus sechs rechteckigen Kesseln antrieb. Die Maschine leistete bei Probefahrten am 15. Juni 1863 3.704 PS (2.762 kW), was dem Schiff eine Höchstgeschwindigkeit von 12,5 Knoten (23,2 km/h) unter Dampf verlieh. Sie konnte maximal 560 t Kohle mitführen, was für eine Fahrt von 2.200 Seemeilen (4.100 km) bei 5 Knoten (9,3 km/h) ausreichte.
Das Schiff war ursprünglich als Bark getakelt mit drei Masten und einer Segelfläche von 2.300 m² (25.000 Quadratfuß). Im Juni 1866 wurde der Besanmast mit Rahen versehen, und die Royal Oak erhielt eine Vollschiffstakelung, die sie für den Rest ihrer Karriere beibehielt. Die Schiffsschraube konnte zur Verringerung des Strömungswiderstands bei Fahrt unter Segeln abgetrennt und in das Heck des Schiffes hochgezogen werden, was jedoch nur selten geschah, da das Schiff durch die Hublöcher, die durch kein Schott vom Rest des Schiffes abgetrennt waren, hätte überflutet werden können, wenn die Abdeckungen auch nur bei mäßiger See entfernt worden wären. Zur weiteren Verringerung des Luftwiderstands war der Schornstein aus- und einziehbar. Die Höchstgeschwindigkeit ohne Propeller betrug 13,5 Knoten (25,0 km/h), was sie zum schnellsten aller britischen Panzerschiffe machte.

### Bewaffnung
Die Royal Oak war ursprünglich mit 24 68-Pfund-Glattrohrkanonen auf dem Hauptdeck sowie mit 11 110-Pfund-Geschützen mit Kaliber 17,8 cm (7 Zoll) von Armstrong (Hinterladern mit gezogenem Rohr) bewaffnet. Acht dieser Geschütze befanden sich ebenfalls auf dem Hauptdeck, die anderen drei dienten als Verfolgungsgeschütze auf dem Oberdeck, zwei am Bug und eines achtern.
Das Massivgeschoss des 68-Pfünder-Geschützes wog etwa 68 Pfund (30,8 kg), während das Geschütz selbst 10.640 Pfund (4.826,2 kg) wog. Das Geschütz hatte eine Mündungsgeschwindigkeit von 481 m/s (1.579 ft/s) und eine Reichweite von 2.900 m (3.200 yards) bei einer Elevation von 12°. Die Sieben-Zoll-Granate (17,8 cm) des 110-Pfünder-Armstrong-Hinterladers wog 107–110 Pfund (48,5–49,9 kg). Sie hatte eine Mündungsgeschwindigkeit von 350 m/s (1.150 ft/s) und bei einer Elevation von 11,25° eine maximale Reichweite von 3.700 m (4.000 yards). Alle Geschütze konnten sowohl massive Kanonenkugeln als auch Explosivgeschosse abfeuern.
Die ursprüngliche Bewaffnung des Schiffes wurde bei der Überholung 1867 durch 20 17,8-cm- und 8 20,3-cm-Vorderladerkanonen ersetzt, vier der 17,8-cm-Kanonen waren Verfolgungsgeschütze. Das Geschoss des 20,3-cm-Geschützes wog 175 Pfund (79,4 kg), das Geschütz selbst 9,1 t. Es hatte eine Mündungsgeschwindigkeit von 430 m/s (1.410 ft/s) und konnte an der Mündung eine 244 mm (9,6 Zoll) dicke Schmiedeeisenpanzerung durchschlagen. Das 17,8-cm-Geschütz wog 6,6 t und verschoss eine 50,8 kg (112 Pfund) schwere Granate, die eine 196 mm (7,7 Zoll) dicke Panzerung durchschlagen konnte.

### Panzerung
Die gesamte Seite des Schiffs, vom Oberdeck abwärts, war durch eine schmiedeeiserne Panzerung geschützt, die sich von mittschiffs 114 mm (4,5 Zoll) vorn und achtern auf 76 mm (3 Zoll) verjüngte. Die Panzerung reichte 1,7 m (5 Fuß 6 Zoll) unter die Wasserlinie und wurde von den 749 mm (29,5 Zoll) dicken hölzernen Seiten des Rumpfes gestützt.